# Pitelová
Pitelová (bis 1927 slowakisch auch „Pytelová“; ungarisch Kiszelfalu – bis 1892 Pityelova) ist eine Gemeinde in der Mitte der Slowakei mit 600 Einwohnern (Stand 31. Dezember 2024), die zum Okres Žiar nad Hronom, einem Teil des Banskobystrický kraj, gehört.

## Geographie

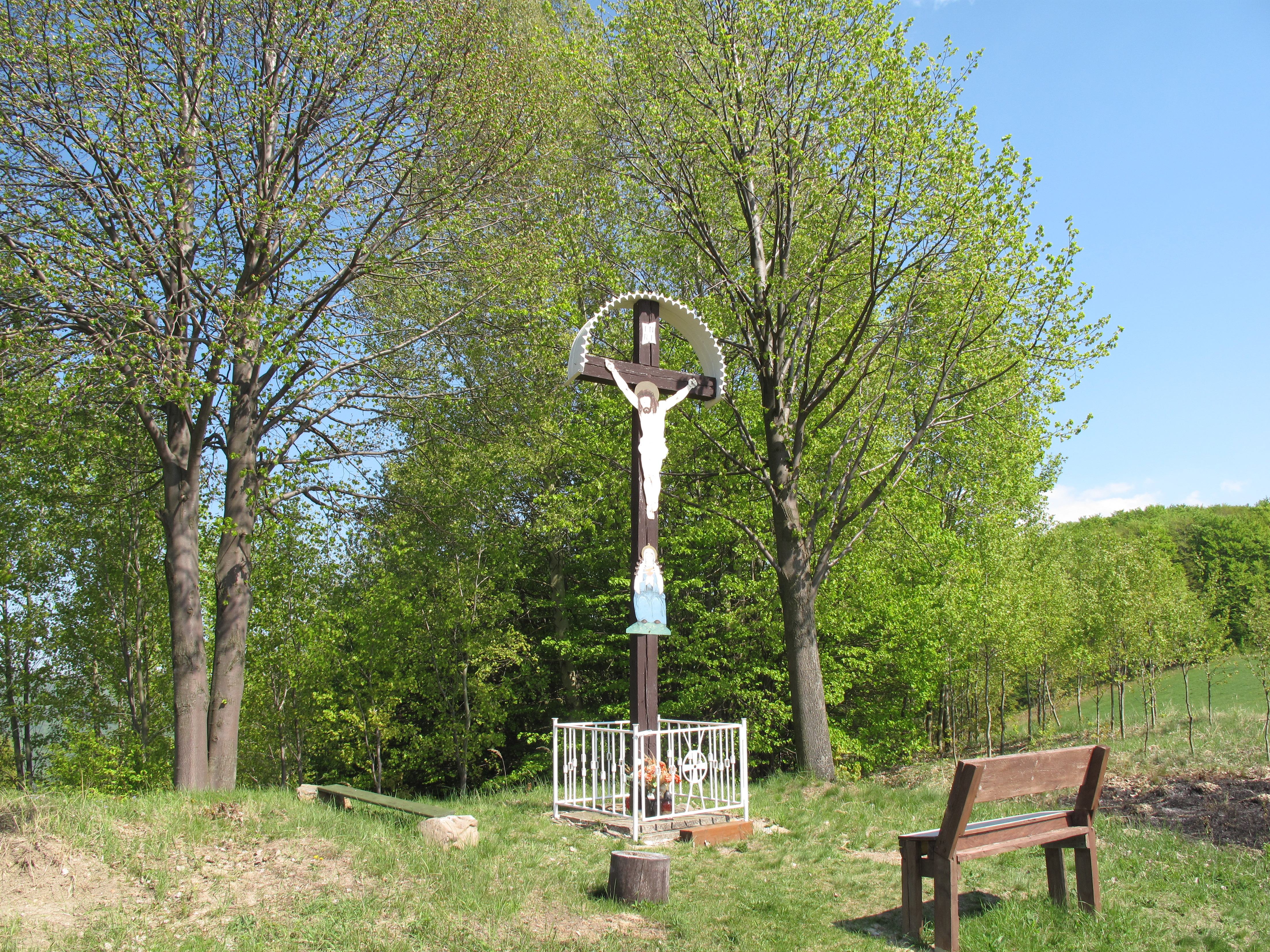
Ein Feldkreuz in Pitelová

Die Gemeinde befindet sich im Südteil der Kremnitzer Berge oberhalb des östlichen Ausläufers des Talkessels Žiarska kotlina, der durch den Hron durchflossen wird. Das Ortszentrum liegt auf einer Höhe von 455 m n.m. und ist acht Kilometer von Žiar nad Hronom entfernt.
Nachbargemeinden sind Jastrabá im Norden, Trnavá Hora im Osten und Süden, Žiar nad Hronom (Stadtteil Šášovské Podhradie) im Südwesten und Stará Kremnička im Westen.

## Geschichte
Pitelová wurde zum ersten Mal 1264 als Kiszelw-Pecheny schriftlich erwähnt und gehörte damals zum Besitz der Abtei in Hronský Beňadik. 1487 wechselte der Besitz zum Erzbistum Gran und schließlich 1776 zum Bistum Neusohl. Der ursprüngliche Ort lag direkt am Hron, wegen Plünderungen in der Zeit der Türkenkriegen und Standesaufständen des 16. und 17. Jahrhunderts zogen die Einwohner Richtung Berge um. 1534 gab es acht Porta im Ort, 1715 hatte die Ortschaft eine Gaststätte, eine Mühle und 24 Häuser. 1828 zählte man 63 Häuser und 423 Einwohner, die als Landwirte, Viehhalter und Waldarbeiter beschäftigt waren.
Bis 1918 gehörte der im Komitat Bars liegende Ort zum Königreich Ungarn und kam danach zur Tschechoslowakei beziehungsweise heute Slowakei.

## Bevölkerung
| Jahr                | 1994 | 2004    | 2014    | 2024    |
| ------------------- | ---- | ------- | ------- | ------- |
| Anzahl der Personen | 646  | 666     | 650     | 600     |
| Unterschied         |      | +3,09 % | −2,40 % | −7,69 % |

| Jahr                | 2023 | 2024    |
| ------------------- | ---- | ------- |
| Anzahl der Personen | 593  | 600     |
| Unterschied         |      | +1,18 % |

Nach der Volkszählung 2011 wohnten in Pitelová 688 Einwohner, davon 665 Slowaken, drei Tschechen, zwei Magyaren sowie jeweils ein Deutscher und Pole. 16 Einwohner machten keine Angabe zur Ethnie.
549 Einwohner bekannten sich zur römisch-katholischen Kirche, vier Einwohner zur Evangelischen Kirche A. B., drei Einwohner zur griechisch-katholischen Kirche; zwei Einwohner bekannten sich zu einer anderen Konfession. 58 Einwohner waren konfessionslos und bei 72 Einwohnern wurde die Konfession nicht ermittelt.

## Bauwerke
- römisch-katholische Kirche Maria vom Rosenkranz im Barock aus dem Jahr 1778, ursprünglich eine Kapelle, die erst 1857 zur Kirche umgebaut wurde. Der barocke Altar befand sich bis 1779 in der Kapitelkirche in Banská Bystrica
- Kapelle in der Siedlung Kuricovci aus dem Jahr 2000